# Коњух (Крушевац)
Коњух је насељено место града Крушевца у Расинском округу.

## Историја
Најстарији сачувани писани извор који помиње село Коњух, датира из 1441. за време султана Мехмеда Освајача и следећи попис из 1445. године, где се наводи да село има 77 кућа (домаћинства) која плаћају порез, као и 10 удовица. Село је носило назив Коњуси, налазило се јужно од данашњег насеља, недалеко од леве обале Западне Мораве. Према народном предању у време кнеза Лазара Хребељановића, овде се налазила коњушница, а данас неки топоними попут речи кованлук, указују на могућност веродостојности предања.
Активна је улога овог села за време Првог српског устанка. До Другог српског устанка Коњух се налазио у саставу Османског царства. Након Другог српског устанка Коњух улази у састав Кнежевине Србије и административно је припадао Јагодинској нахији и Темнићској кнежини све до 1834. године када је Србија подељена на сердарства. Године 1821. у оквиру цркве Светог Николе у селу Комаране, почиње са радом прва сеоска школа, која је 1831. пресељена у Коњух. Током ослободилачких ратова 1912-18. долази до економског и демографског пада села.
На иницијативу легендарног учитеља Герасима Вујића 1924. основана је прва задруга, чији је дом освећен у јулу 1936. Задруга ће до 1991. бити позната по производњи винове лозе, која је била претежна врста делатности читавог краја. Задруга је носила назив Калемар и заједно са селима Велика Дренова, Медвеђа и Милутовац, била велики извозник садног материјла у Совјетски Савез. На првом републичком такмичењу села 1974. Коњух је победник на територији СР Србије. Исте године Коњух добија Вукову награду за свеукупни развој, и постаје прво село носилац овог престижног признања. Први турнир духовитости одржан 1995. на територији СР Југославије, припао је Коњуху, када су мештани овог села и званично добили потврду најдуховитијег народа тадашње државе. Програм је носио назив „И ми Коњух за фрку имамо“. Носилац свих активности поред задруге Калемар и месне заједнице Коњух, био је КУД Герасим Вујић. Село има основну школу која носи назив Брана Павловић, члан КПЈ стрељан у Крушевцу, на Слободишту 1941. године. Према попису из 2022. било је 888 становника (према попису из 1991. било је 1312 становника).

## Порекло становништва
Према пореклу ондашње становништво Коњуха из 1905. године, може се овако распоредити:
- Староседеоца има 4 породице са 42 куће.
- Из околине има 5 породице са 74 куће.
- Црногорских досељеника има 3 породице са 42 куће.
- Вардарско-моравских досељеника има 1 породица са 12 куће.
- Косовско-метохијских досељеника има 1 породица са 10 куће.
- Из Топлице има 2 породице са 9 куће.
- Из Жупе има 2 породице са 7 куће.
- Из Левче има 2 породице са 7 куће.
- Из Старе Србије има 1 породица са 4 куће.
- Из Груже има 2 куће. (подаци датирају из 1905. године)[3]

## Демографија
У насељу Коњух живи 976 пунолетних становника, а просечна старост становништва износи 44,8 година (43,1 код мушкараца и 46,5 код жена). У насељу има 300 домаћинстава, а просечан број чланова по домаћинству је 3,80.
Ово насеље је великим делом насељено Србима (према попису из 2002. године), а у последња три пописа, примећен је пад у броју становника.
|  |

| Демографија | Демографија | Демографија |
| Година      | Становника  | Становника  |
| ----------- | ----------- | ----------- |
| 1948.       | 1.346       |             |
| 1953.       | 1.382       |             |
| 1961.       | 1.410       |             |
| 1971.       | 1.362       |             |
| 1981.       | 1.377       |             |
| 1991.       | 1.312       | 1.299       |
| 2002.       | 1.139       | 1.175       |
| 2011.       | 1.014       |             |
| 2022.       | 888         |             |

| Етнички састав према попису из 2002.‍ | Етнички састав према попису из 2002.‍ | Етнички састав према попису из 2002.‍ | Етнички састав према попису из 2002.‍ | Етнички састав према попису из 2002.‍ |
| ------------------------------------ | ------------------------------------ | ------------------------------------ | ------------------------------------ | ------------------------------------ |
|                                      |                                      |                                      |                                      |                                      |
| Срби                                 | Срби                                 |                                      | 1.127                                | 98,94%                               |
| Црногорци                            | Црногорци                            |                                      | 5                                    | 0,43%                                |
| Руси                                 | Руси                                 |                                      | 2                                    | 0,17%                                |
| Роми                                 | Роми                                 |                                      | 2                                    | 0,17%                                |
| Бугари                               | Бугари                               |                                      | 2                                    | 0,17%                                |
| Македонци                            | Македонци                            |                                      | 1                                    | 0,08%                                |
| непознато                            | непознато                            |                                      | 0                                    | 0,0%                                 |

| Коњух у пописима Јагодинске нахије — од 1818. до 1829.                            |       |       |       |       |       |       |          |       |       |       |       |       |
| Година пописа                                                                     | 1818. | 1819. | 1820. | 1821. | 1822. | 1823. | 1824/25. | 1825. | 1826. | 1827. | 1828. | 1829. |
| Куће                                                                              | 81    | 83    | 81    | 83    | 84    | 87    | 88       | 90    | 98    | 100   | 103   | 110   |
| Пореске главе*                                                                    | -     | 95    | 102   | 98    | 101   | 104   | 102      | 99    | 103   | 103   | 106   | 109   |
| Арачке главе**                                                                    | 203   | 215   | 214   | 219   | 229   | 234   | 248      | 261   | 287   | 285   | 297   | 218   |
| *Пореске главе = Ожењени мушкарци \| ** Арачке главе = Мушкарци од 7 до 70 година |       |       |       |       |       |       |          |       |       |       |       |       |

| Година пописа     | 1948. | 1953. | 1961. | 1971. | 1981. | 1991. | 2002. |
| ----------------- | ----- | ----- | ----- | ----- | ----- | ----- | ----- |
| Број домаћинстава | 263   | 277   | 303   | 308   | 321   | 297   | 300   |

| Број чланова      | 1  | 2  | 3  | 4  | 5  | 6  | 7  | 8 | 9 | 10 и више | Просек |
| ----------------- | -- | -- | -- | -- | -- | -- | -- | - | - | --------- | ------ |
| Број домаћинстава | 33 | 71 | 39 | 44 | 42 | 44 | 19 | 8 | 0 | 0         | 3,80   |

| Пол    | Укупно | Неожењен/Неудата | Ожењен/Удата | Удовац/Удовица | Разведен/Разведена | Непознато |
| ------ | ------ | ---------------- | ------------ | -------------- | ------------------ | --------- |
| Мушки  | 498    | 120              | 345          | 25             | 7                  | 1         |
| Женски | 511    | 53               | 353          | 92             | 11                 | 2         |
| УКУПНО | 1.009  | 173              | 698          | 117            | 18                 | 3         |

| Пол    | Укупно                    | Пољопривреда, лов и шумарство | Рибарство                            | Вађење руде и камена | Прерађивачка индустрија       |
| ------ | ------------------------- | ----------------------------- | ------------------------------------ | -------------------- | ----------------------------- |
| Мушки  | 297                       | 226                           | 0                                    | 0                    | 26                            |
| Женски | 180                       | 136                           | 0                                    | 0                    | 10                            |
| УКУПНО | 477                       | 362                           | 0                                    | 0                    | 36                            |
| Пол    | Производња и снабдевање   | Грађевинарство                | Трговина                             | Хотели и ресторани   | Саобраћај, складиштење и везе |
| Мушки  | 3                         | 5                             | 12                                   | 1                    | 4                             |
| Женски | 0                         | 0                             | 13                                   | 2                    | 3                             |
| УКУПНО | 3                         | 5                             | 25                                   | 3                    | 7                             |
| Пол    | Финансијско посредовање   | Некретнине                    | Државна управа и одбрана             | Образовање           | Здравствени и социјални рад   |
| Мушки  | 1                         | 1                             | 6                                    | 3                    | 2                             |
| Женски | 0                         | 1                             | 0                                    | 7                    | 6                             |
| УКУПНО | 1                         | 2                             | 6                                    | 10                   | 8                             |
| Пол    | Остале услужне активности | Приватна домаћинства          | Екстериторијалне организације и тела | Непознато            | Непознато                     |
| Мушки  | 3                         | 0                             | 0                                    | 4                    | 4                             |
| Женски | 2                         | 0                             | 0                                    | 0                    | 0                             |
| УКУПНО | 5                         | 0                             | 0                                    | 4                    | 4                             |